# Elpidiense Calcio 1983-1984
Questa voce raccoglie le informazioni riguardanti l'Elpidiense Calcio nelle competizioni ufficiali della stagione 1983-1984.

## Rosa
| N. |                   | Ruolo | Calciatore           |
| -- | ----------------- | ----- | -------------------- |
|    | Italia (bandiera) |       | A. Albertosi         |
|    | Italia (bandiera) | P     | Enrico Albertosi     |
|    | Italia (bandiera) | P     | Piero Amaolo         |
|    | Italia (bandiera) | D     | Massimo Bartolini    |
|    | Italia (bandiera) | D     | Antonio Borraccini   |
|    | Italia (bandiera) | A     | Gabriele Cittadini   |
|    | Italia (bandiera) | D     | Massimiliano Consoli |
|    | Italia (bandiera) | C     | Antonio Del Duca     |
|    | Italia (bandiera) | D     | Paolo Faraone        |
|    | Italia (bandiera) | C     | Stefano Fattorini    |
|    | Italia (bandiera) | C     | Roberto Gianangeli   |
|    | Italia (bandiera) | D     | Maurizio Marozzi     |

| N. |                   | Ruolo | Calciatore            |
| -- | ----------------- | ----- | --------------------- |
|    | Italia (bandiera) | C     | Italo Menconi (II)    |
|    | Italia (bandiera) | C     | Vincenzo Menconi (I)  |
|    | Italia (bandiera) | A     | Salvatore Militello   |
|    | Italia (bandiera) | C     | Luca Monachesi        |
|    | Italia (bandiera) | C     | Piero Nardi           |
|    | Italia (bandiera) | A     | Marco Orsini          |
|    | Italia (bandiera) |       | Ottavi                |
|    | Italia (bandiera) | C     | Francesco Paglialunga |
|    | Italia (bandiera) |       | Polci                 |
|    | Italia (bandiera) | D     | Claudio Rosi          |
|    | Italia (bandiera) | D     | Paolo Ulivi           |